# Ruhelos (2009)
Ruhelos ist ein französisch-deutsches Filmdrama von Patrice Chéreau aus dem Jahr 2009.

## Handlung
Daniel verdient sich unregelmäßig Geld beim Wohnungsrenovieren, wobei er in dieser Zeit stets auch auf den Baustellen lebt. Eines Tages gibt er einem Mann auf dem Bahnhof Feuer und leiht ihm einen Stift. Als er wenig später auf die Baustelle kommt und sich in der Wohnung schlafen legt, bemerkt er nicht, dass der Mann ihm gefolgt ist und durch die Wohnung streift. Einige Zeit später kehrt Daniel in die Wohnung zurück und das Licht brennt in verschiedenen Räumen. Ein Zettel weist ihn darauf hin, dass der Schreiber in einem bestimmten Zimmer ist. Hier findet Daniel den Stalker nackt und schlafend vor. Er ist empört, zumal der erwachte Mann darauf hinweist, dass er Daniel liebt. Nach einer Rangelei wirft Daniel den Unbekannten aus dem Haus.
Einige Zeit später begibt sich Daniel in ein Café. Hier trifft er seine Freundin Sonia, mit der er seit drei Jahren zusammen ist, aber dennoch eine wechselhafte Beziehung führt. Mal ist er distanziert, glaubt, sie betrüge ihn, und will sich von ihr trennen, dann wieder reagiert er rasend eifersüchtig, wenn andere Interesse an ihr zeigen. Sie wiederum kann keine Menschen ständig um sich haben und will daher auch nicht mit Daniel zusammenziehen. Sie gibt zu, dass die Beziehung mit ihm anstrengend ist, will sich jedoch nicht von ihm trennen, auch wenn sie grundsätzlich dazu fähig ist. Daniel wiederum hängt an Menschen, die er kennt, auch wenn sie ihn wie sein langjähriger Freund Michel eher belasten. Daniel mischt sich auch in das Leben vollkommen fremder Personen ein, spricht im Café jeden distanzlos und aufdringlich an, macht Fremde miteinander bekannt und breitet die Probleme von Michel vor ihm vollkommen unbekannten Personen aus. Sonia wiederum erhält von ihm unangekündigt abends einen Besuch, bei dem er sich in ihre Wohnung schleicht und sie dadurch in Angst versetzt.
Während Daniel die Nacht bei Sonia verbringt, verwüstet der Stalker seine Baustellenwohnung. Daniel sieht nach seiner Rückkehr, dass der Mann im gegenüberliegenden Haus wohnt und so direkt in seine Wohnung sehen kann. Er geht zu der Wohnung und betritt sie ungefragt. Hier findet er nicht nur Einrichtungsgegenstände, sondern auch Fotos von ihm, die der Unbekannte einfach mitgenommen hat. Der Stalker wiederum wirft nun ihn aus seiner Wohnung. Als der Unbekannte später an seiner Tür klingelt und in die Wohnung eindringen will, wird Daniel aggressiv, stößt den Mann auf der Straße zu Boden und tritt ihn. Als er ihn später in seiner Garage sieht, stellt er sich ihm und beide reden miteinander. Der Stalker erklärt, dass die Begegnung mit Daniel sein Leben verändert habe. Er sei ein neuer Mensch geworden und unter anderem seither nie mehr krank gewesen. Daniel akzeptiert ein Zusammensein im selben Raum, verweigert jedoch jegliche Berührung. Später trifft er sich mit Michel, der ihm Vorwürfe macht, Fremden gegenüber von seinen Problemen zu berichten. Er wirft Daniel vor, immer Interesse am gegenüber vorzutäuschen, in Wirklichkeit jedoch gar nicht da zu sein. Daniel erschüttert dieser Vorwurf. Mit dem Stalker spricht er später über den Tod seiner Mutter und sein Engagement in einem Altersheim, doch ist es nun Daniel, der dem Stalker vorwirft, eigentlich gar kein Interesse an dem zu haben, was er erzählt. Von Sonia wiederum glaubt er, dass sie ihn nicht mehr liebe. Er will sich von ihr trennen, auch weil er nicht versteht, wie sie ihn überhaupt lieben kann. Obwohl Sonia weiterhin mit Daniel zusammen sein will, trennt sie sich am Ende zur Probe von ihm, da beide eine Auszeit voneinander brauchen. Er geht allein in seine Baustellenwohnung. Der Stalker sieht ihn zwar aus der Ferne, folgt ihm jedoch nicht.

## Produktion

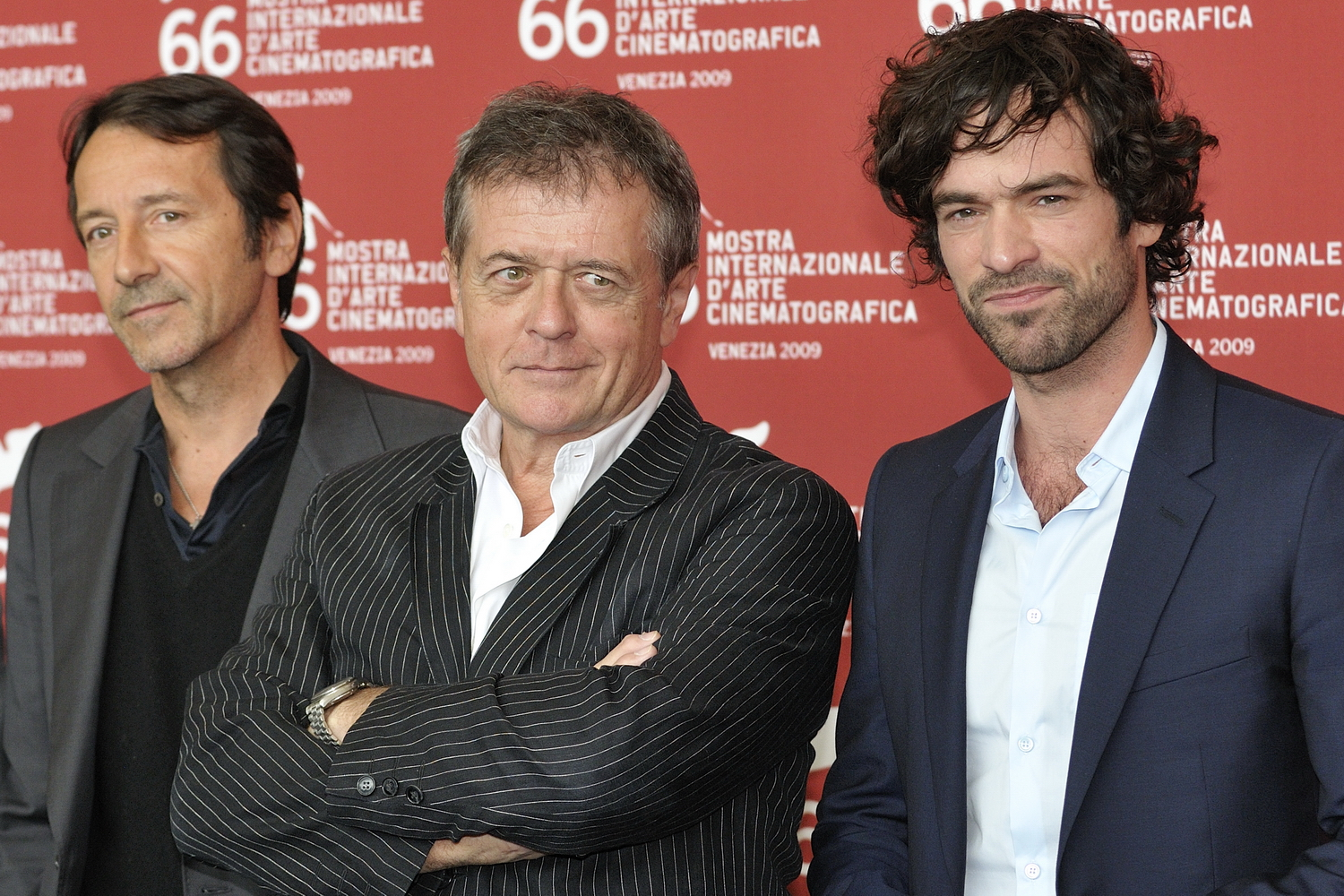
Jean-Hugues Anglade, Patrice Chéreau und Romain Duris (v. l. n. r.) auf den Internationalen Filmfestspielen von Venedig 2009

Ruhelos erlebte am 5. September 2009 auf den Internationalen Filmfestspielen von Venedig seine Premiere und lief am 9. Dezember 2009 in den französischen Kinos an. Am 27. Juni 2010 war der Film erstmals auf dem Filmfest München in Deutschland zu sehen. Arte zeigte Ruhelos am 20. November 2012 im deutschen Fernsehen.

## Synchronisation
| Rolle         | Darsteller           | Synchronsprecher   |
| ------------- | -------------------- | ------------------ |
| Daniel        | Romain Duris         | Konrad Bösherz     |
| Sonia         | Charlotte Gainsbourg | Irina Wanka        |
| der Verrückte | Jean-Hugues Anglade  | Philipp Moog       |
| Michel        | Gilles Cohen         | Hans Hohlbein      |
| Thomas        | Alex Descas          | Christoph Banken   |
| alter Mann    | Michel Duchaussoy    | Klaus Sonnenschein |
| alte Frau     | Tsilla Chelton       | Christel Merian    |
| Marie         | Hiam Abbass          | Nina Herting       |

## Kritik
Für den film-dienst war Ruhelos ein „äußerst intensiv gespieltes Psychodrama und Porträt einer labilen, sich hinter Worten verschanzenden Persönlichkeit“ Cinema kritisierte den Film, der nach einem guten Auftakt „in Tränen und ermüdender Phrasendrescherei [versinkt]“, und fasste zusammen: „Schöne Bilder, gekünstelte Dialoge“.

## Auszeichnungen
Ruhelos lief 2009 im Wettbewerb um den Goldenen Löwen der Filmfestspiele von Venedig. Jean-Hugues Anglade wurde 2010 für einen César in der Kategorie Bester Nebendarsteller nominiert.